# 445 (szám)
A 445 (római számmal: CDXLV) egy természetes szám, félprím, az 5 és a 89 szorzata.

## A szám a matematikában
A tízes számrendszerbeli 445-ös a kettes számrendszerben 110111101, a nyolcas számrendszerben 675, a tizenhatos számrendszerben 1BD alakban írható fel.
A 445 páratlan szám, összetett szám, azon belül félprím, kanonikus alakban az 51 · 891 szorzattal, normálalakban a 4,45 · 102 szorzattal írható fel. Négy osztója van a természetes számok halmazán, ezek növekvő sorrendben: 1, 5, 89 és 445.
A 445 négyzete 198 025, köbe 88 121 125, négyzetgyöke 21,09502, köbgyöke 7,63461, reciproka 0,0022472. A 445 egység sugarú kör kerülete 2796,01746 egység, területe 622 113,88523 területegység; a 445 egység sugarú gömb térfogata 369 120 905,2 térfogategység.